# Walter Häbich

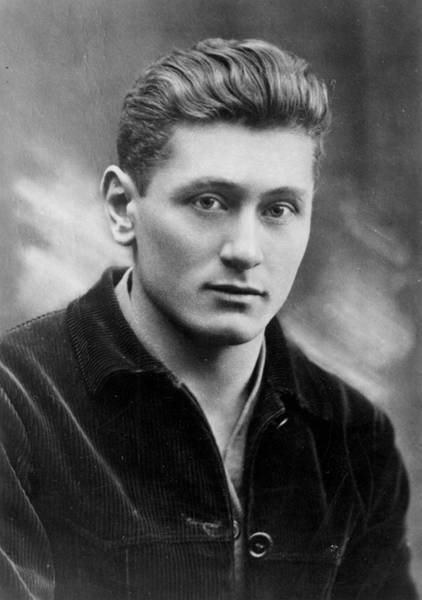
Walter Häbich

Walter Emil Häbich (* 15. Oktober 1904 in Botnang bei Stuttgart; † 30. Juni oder 1. Juli 1934 im KZ Dachau) war ein deutscher Politiker (KPD). Häbich wurde bekannt als Vorsitzender des Kommunistischen Jugendverbandes (KJVD) und als einer der Getöteten des sogenannten „Röhm-Putsches“.

## Leben und Wirken

### Jugend und Tätigkeit in der KPD
Walter Häbich wurde 1904 als fünftes Kind und jüngster Sohn des Mechanikers Hermann Karl Habich in Botnang bei Stuttgart geboren. Seit 1906 führte Häbichs Familie eine Gastwirtschaft. Nach mehreren Schicksalsschlägen, wie dem Tod der ältesten Tochter 1912 und des Vaters 1913, verarmte die Familie während des Ersten Weltkrieges, so dass sie ihre Gastwirtschaft schließlich verlor. Bis 1918 besuchte der die Volksschule. Auf seinen ursprünglichen Wunsch, Zeichner zu werden, verzichtete Häbich: Stattdessen erlernte er von 1918 bis 1921 den Beruf eines Bandagisten, den er verabscheute. Von 1923 bis 1925 verdiente Häbich seinen Lebensunterhalt als Metallarbeiter.
Seit 1920 gehörte Häbich dem Kommunistischen Jugendverband Deutschlands (KJVD) an. 1921 übernahm er den Vorsitz über eine Ortsgruppe und 1922 die Leitung des KJVD-Groß-Stuttgart. Seit 1923 war er außerdem Funktionär der KPD.
Am 23. November 1923 wurde Häbich nach den gescheiterten kommunistischen Erhebungen in Sachsen und Thüringen als knapp Achtzehnjähriger in Schutzhaft genommen und zu drei Jahren Haft verurteilt. Bis er im August 1925 anlässlich einer Amnestie freikam, saß er auf dem Hohenasperg in Festungshaft.
Nach seiner Haftentlassung wurde Häbich Leiter des Kommunistischen Jugendverbandes Württemberg und hauptberuflicher KPD-Funktionär. 1926 übernahm Häbich die Leitung im KJV-Bezirk Wasserkante in Hamburg und war in dieser Eigenschaft Mitglied der KPD-Bezirksleitung Wasserkante. In diesem Zusammenhang stand er in enger Verbindung zu Ernst Thälmann. Er nahm am „V. Kongress der Kommunistischen Jugendinternationale“ vom 20. August bis 18. September 1928 in Moskau teil und wurde in deren Exekutivkomitee gewählt.
Von 1928 bis 1929 war Häbich Verbandsvorsitzender des KJVD, 1929 auch kurzfristig Mitglied im Zentralkomitee der KPD. Auf dem „XII. Parteitag der KPD“ in Berlin-Wedding vom 9. bis 12. Juni 1929 erstattete er den Bericht über die Arbeit des KJVD. Anschließend wurde er als Redakteur bei der Zeitung Klassenkampf in Halle beschäftigt, war aber auch weiterhin als führender Funktionär für den kommunistischen Jugendverband tätig. Ab 1930 betätigte er sich wiederum als Redakteur der Neuen Zeitung in München. Vom Januar bis Dezember 1932 verbüßte er eine Festungshaft in Hohenasperg, danach kehrte er nach München zurück.

### Zeit des Nationalsozialismus und Tod (1933–1934)
Wenige Wochen nach dem nationalsozialistischen Machtantritt im Frühjahr 1933 ging Häbich am 6. März 1933 in den politischen Untergrund. Er wurde binnen kurzer Zeit zur treibenden Kraft hinter der illegalen kommunistischen Neuen Zeitung, für die er zahlreiche Artikel verfasste und auch redigierte. Als die Druckerei der Neuen Zeitung, die in einem katholischen Kloster versteckt war, am 23. September 1933 ausgehoben wurde, wurde auch Häbich verhaftet. Zusammen mit anderen Mitarbeitern des Blattes wurde er als Schutzhäftling ins KZ Dachau gebracht. Dort wurde er gefoltert und in Dunkelhaft gehalten, konnte aber von anderen Häftlingen durch heimliche Unterstützung am Leben gehalten werden.

#### Tod
Am 30. Juni oder am 1. Juli 1934 wurde Häbich bei der Röhm-Affäre zusammen mit vier weiteren Schutzhäftlingen des KZs Dachau (Julius Adler, Erich Gans, Adam Hereth und Paul Röhrbein) von Angehörigen der SS-Lagerwache erschossen. Die Leiche Häbichs wurde am Abend des 2. Julis zusammen mit den Leichen von fünfzehn weiteren während der Röhm-Aktion in Dachau getöteten Personen ins Städtische Krematorium auf dem Münchner Ostfriedhof gebracht und dort eingeäschert.
Offiziell erklärte die Politische Polizei in Berlin, dass es sich bei Häbichs Erschießung um einen „Akt der Staatsnotwehr“ gehandelt habe und dass daher „zu weiteren Erklärungen keine Veranlassung“ vorläge. Er und die anderen Häftlinge wurden beschuldigt mit der SA-Führung sympathisiert zu haben, was als Rechtfertigung der Erschießungen genutzt wurde. Da Häbichs Name nicht auf der offiziellen Totenliste zum Röhm-Putsch auftaucht, ist es zweifelhaft, dass der Befehl zu seiner Erschießung von der politischen Führung in Berlin kam. Als wahrscheinlicher gilt es, dass die Lagerleitung von Dachau um Theodor Eicke die günstige Gelegenheit der Aktion der Staatsführung gegen die SA in der Zeit vom 30. Juni bis 2. Juli nutzte, um im „Windschatten“ dieser Aktion „nebenbei“ einige ihr besonders unliebsame Häftlinge zu beseitigen. Die Entscheidung und der Befehl zur Erschießung von Häbich sowie von Adler, Gans und Hereth wurde demnach aller Wahrscheinlichkeit nach von der Lagerleitung selbst getroffen beziehungsweise erteilt, ohne dass eine Anweisung aus Berlin vorlag.
Die Urne Häbichs wurde nach der Übergabe an die Familie auf dem Friedhof von Botnang begraben. Das Begräbnis wurde trotz der Anwesenheit der Gestapo, die das Geschehen filmte, zu einer politischen Demonstration gegen den Nationalsozialismus. Das Motto auf seinem Grabstein hatte Häbich selbst gewählt:
„Je dunkler die Nacht, desto heller die Sterne?“

### Nachwirken
Während Walter Häbich in der DDR als Held des „antifaschistischen Widerstands“ gefeiert wurde, wurde ihm in der bundesrepublikanischen Vergangenheitsbewältigung eher wenig Aufmerksamkeit gewidmet. Eine Ausnahme bildet dabei Häbichs Heimatstadt Stuttgart, in der das Andenken an ihn trotz seiner kommunistischen Gesinnung gepflegt wurde.